# Gute Reise, Charlie Brown
Gute Reise, Charlie Brown (Originaltitel: Bon Voyage, Charlie Brown (and don’t come back)) aus dem Jahre 1980 ist der vierte Peanuts-Zeichentrickspielfilm. Der Film basiert auf den Comics von Charles M. Schulz. Er ist einer der wenigen Peanuts-Filme in denen auch Erwachsene sprechen. Diese vier Erwachsenen sind ein Taxifahrer, der Snoopy nach Wimbledon fährt, der Punktrichter bei Snoopys Tennisspiel, eine französische Lehrerin und der Baron (der nur als Silhouette zu sehen ist).

## Handlung
Der Film beginnt mit Linus, welcher der Klasse von einem Schüleraustausch mit Frankreich berichtet. Als Teil des Programmes sollen Charlie Brown und Linus nach Europa gehen, um dort ihre Schule zu repräsentieren. Als Charlie Brown nach Hause kommt, findet er einen Brief im Briefkasten. Dieser Brief ist allerdings in Französisch geschrieben und Charlie kann ihn nicht lesen. Plötzlich ruft Peppermint Patty an und erzählt, dass auch sie und Marcie als Austauschschüler nach Frankreich gehen sollen. Später werden die vier am Flughafen von ihren Freunden verabschiedet, welche schreien, „Bon Voyage, Charlie Brown!“ gefolgt von Lucy, die ruft „und komm ja nicht wieder zurück“.
Snoopy und Woodstock reisen in der ersten Klasse, die anderen in der zweiten. Während des Fluges zeigt Charlie den anderen den Brief. Marcie, die Französisch in der Schule hat, übersetzt den Brief. In dem Brief steht, dass man ihn ins Chateau du Malvoisin („Das Schloss des schlechten Nachbarn“) eingeladen hat. Unter dem Brief steht der Name des Mädchens Violette. Doch Charlie kennt dieses Mädchen nicht.
Das Flugzeug landet in London. Während sich die Truppe die Stadt ansieht, fahren Snoopy und Woodstock per Taxi nach Wimbledon. Doch aufgrund ihres schlechten Benehmens werden die beiden rausgeschmissen. Kurze Zeit später werden sie von den anderen eingesammelt. Gemeinsam fahren sie zur Victoria Station, wo sie den Orient-Express zur südenglischen Hafenstadt Dover besteigen. Von dort erreichen sie per Luftkissenboot nach kurzer Zeit Calais.

### Abenteuer in Frankreich
Im Hafen von Calais gehen die Peanuts zur Autovermietung und leihen sich einen alten Citroën 2CV aus. Snoopy ist der Fahrer. Nach wenigen Metern baut Snoopy den ersten Unfall, weil er mitten auf einem Kreisverkehr anhält. Nach einigen üblen französischen Beschimpfungen Marcies, setzt die Truppe die Reise fort. Sie fahren auf Landstraßen über Abbeville und Rouen ins Landesinnere. Mitten in einem französischen Ort versagt der Motor. Während Snoopy den Schaden behebt, soll Charlie Brown Brot kaufen. Aber Snoopy klemmt mit der Motorhaube ein Stück des Baguettes ab und Charlie bekommt als einziger kein Stück Brot ab. Nach einiger Zeit halten sie an dem alten Bauernhof, wo Peppermint Patty und Marcie wohnen sollen. Dort werden sie von dem netten Bauernjungen Pierre freundlich empfangen. Doch die anderen müssen weiter. Als Pierre erfährt, dass die anderen im Chateau du Malvoisin übernachten werden, erschrickt er und erzählt Marcie und Peppermint Patty, dass das Schloss dem düsteren Baron gehört und dass es ausgeschlossen sei, dass man Charlie ins Chateau eingeladen hat.
Unterdessen fahren Charlie, Snoopy und Linus weiter zum Chateau. Der Himmel verdunkelt sich und ein Gewitter nähert sich. Als sie das Chateau erreichen, öffnet niemand das Tor. Es bleibt ihnen nichts anderes übrig, als im Stall des Schlosses zu übernachten. Snoopy soll seine Fähigkeiten als Wachhund beweisen, doch nachdem Linus und Charlie eingeschlafen sind, spaziert Snoopy ins nächste Café und hört auf Jukebox Lieder wie Rum and Coca Cola.
Als Charlie und Linus am nächsten Morgen aufwachen, finden sie einen gedeckten Frühstückstisch vor und bemerken, dass man sie während der Nacht in Wolldecken gerollt hat. Snoopy kommt hundemüde aus dem Café zurück und schläft sofort ein.
Charlie und Linus treffen in der Schule auf Peppermint Patty, Marcie und Pierre und erzählen ihnen von der schrecklichen Nacht. Pierre warnt nun auch Linus und Charlie vor dem Baron. Pierre erzählt auch, dass der Baron der Vormund von Violette ist.
In der Schule kommt es zu einigen Komplikationen, weil Patty sich in Pierre verliebt hat und sie nun neben Charlie sitzen muss.
Nach der Schule kehren Linus und Charlie ins Chateau zurück. Wieder steht im Stall ein gedeckter Tisch. Snoopy verlässt abermals die beiden und geht ins Café.
Charlie und Linus planen, während der Nacht selbst Wache zu schieben, die erste Hälfte Linus, die zweite Charlie. Als sich Snoopy in der Bar vergnügt, betritt der Baron das Café und unterhält sich mit dem Barkeeper. Snoopy bekommt mit, dass der Baron droht, Charlie und Linus aus dem Chateau zu werfen.
Als Linus mitten in der Nacht aufwacht, bemerkt er, dass Charlie Brown eingeschlafen ist. Er beschließt, auf eigene Faust das Geheimnis des Chateaus zu ergründen und dringt in das Schloss ein. Auf dem Dachboden findet er Violette und fragt sie, warum sie Charlie Brown eingeladen hat. Violette erzählt, dass der Großvater von Charlie im Zweiten Weltkrieg in diesem Schloss stationiert war und ein Freund der Großmutter Violettes wurde. Sie zeigt Linus ein Foto von den beiden und gesteht, dass es ein Fehler war, Charlie Brown einzuladen, denn ihr Onkel, der Baron, hasst Fremde. Plötzlich kehrt der Baron zurück. In ihrer Eile stößt Violette eine Kerze um, und ein Vorhang geht in Flammen auf. Linus schreit aus dem Fenster um Hilfe. Charlie Brown erwacht von dem Geschrei und rennt ins Dorf, um die Feuerwehr zu alarmieren.
Als Snoopy und Woodstock ins Chateau zurückkehren, steht das Dach komplett in Flammen. Linus und Violette haben sich inzwischen mit der Schmusedecke eine Etage abgeseilt. Snoopy holt eine Wasserpumpe und löscht gemeinsam mit der Feuerwehr das Feuer.

### Epilog
Am Ende des Films sitzt die Truppe gemeinsam mit Violette im Salon des Chateaus. Der Baron, dankbar über die Rettung seines Schlosses, verspricht immer gastfreundlich zu sein. Violette erzählt die Geschichte ihrer Großmutter zu Ende. Peppermint Patty, von der romantischen Geschichte gerührt, beginnt zu weinen und versucht damit, Pierre auf sich aufmerksam zu machen.
Als die Peanuts das Schloss verlassen, schenkt Violette Charlie die Feldtasche seines Großvaters und küsst ihn. Pierre schmust mit Marcie, was Patty nicht erträgt und zur Abfahrt drängelt. Alle verabschieden sich und fahren schließlich ab. Als sie die Zufahrt des Schlosses verlassen, kommt es erneut zum Unfall. Wieder beschimpfen Marcie und Snoopy die Betroffenen und fahren schließlich vergnügt ab.

## Besetzung und Synchronisation
Die zweite Synchronfassung entstand bei der Beta-Technik Gesellschaft für Filmbearbeitung mbH in München. Andrea Wagner schrieb das Dialogbuch und führte Regie.
| Rolle              | Originalsprecher   | Synchronsprecher (VHS 1987) | Synchronsprecher (1988) |
| ------------------ | ------------------ | --------------------------- | ----------------------- |
| Charlie Brown      | Arrin Skelley      | N. N.                       | Marc Stachel            |
| Linus Van Pelt     | Daniel Anderson    | N. N.                       | Florian Beba            |
| Lucy Van Pelt      | Laura Planting     | N. N.                       | Alana Horrigan          |
| Marcie             | Casey Carlson      | N. N.                       | Sabine Bohlmann         |
| Peppermint Patty   | Patricia Patts     | Eva Michaelis               | Alexandra Ludwig        |
| Sally Brown        | Annalisa Bortolin  | N. N.                       | Anke Kortemeier         |
| Snoopy             | Bill Meléndez      | O-Ton                       | O-Ton                   |
| Woodstock          | Bill Meléndez      | O-Ton                       | O-Ton                   |
| Violet             | Roseline Rubens    | N. N.                       | N. N.                   |
| Patty              | Roseline Rubens    | N. N.                       | N. N.                   |
| Sophie             | Roseline Rubens    | N. N.                       | N. N.                   |
| Frieda             | Roseline Rubens    | N. N.                       | N. N.                   |
| Violette           | Roseline Rubens    | N. N.                       | N. N.                   |
| Pierre             | Pascale de Barolet | N. N.                       | Manou Lubowski          |
| Baron              | Scott Beach        | Eckart Dux                  | Christian Marschall     |
| Kellner            | Scott Beach        | N. N.                       | Paul Bürks              |
| Fahrer             | Scott Beach        | N. N.                       | Kurt Zips               |
| Tennis-Ansager     | Scott Beach        | Peter Lakenmacher           | N. N.                   |
| Englische Stimme   | Scott Beach        | N. N.                       | N. N.                   |
| Ticketbeamter (US) | Scott Beach        | Gottfried Kramer            | Hans Bayer              |

## Trivia
- Das im Film gezeichnete Chateau du Mal Voisin ist eine originalgetreue Darstellung des Manoir de Malvoisine in Le Héron, nordöstlich von Rouen in der Normandie. Charles M. Schulz war während des Zweiten Weltkrieges insgesamt sechs Wochen an dem Herrenhaus stationiert. Originalgetreu dargestellt sind auch die nahegelegenen Orte Morville-sur-Andelle sowie Le Héron mit den Gebäuden, die die Dorfschule und die Dorfkneipe darstellen sollen.
- Im Hintergrund der Gewitterszene ist das James-Bond-Thema zu hören.
- Die 1983 erschienene Episode Was haben wir gelernt, Charlie Brown? ist eine Fortsetzung dieses Filmes und spielt hauptsächlich an den Schauplätzen des Ersten und Zweiten Weltkrieges in Frankreich.